# Progonovići
Progonovići este un sat din municipiul Podgorica, Muntenegru. Conform datelor de la recensământul din 2003, localitatea are 38 de locuitori (la recensământul din 1991 erau 43 de locuitori).

## Demografie
În satul Progonovići locuiesc 35 de persoane adulte, iar vârsta medie a populației este de 54,3 de ani (53,9 la bărbați și 54,6 la femei). În localitate sunt 17 gospodării, iar numărul mediu de membri în gospodărie este de 2,24.
|  |

| Demografie | Demografie | Demografie |
| An         | Locuitori  | Locuitori  |
| ---------- | ---------- | ---------- |
|            |            |            |
|            |            |            |
|            |            |            |
|            |            |            |
| 1948       | 332        |            |
| 1953       | 266        |            |
| 1961       | 229        |            |
| 1971       | 159        |            |
| 1981       | 100        |            |
| 1991       | 43         | 43         |
| 2003       | 38         | 38         |

| \| Componența etnică conform recensământului din 2003[2] \| Componența etnică conform recensământului din 2003[2] \| Componența etnică conform recensământului din 2003[2] \| Componența etnică conform recensământului din 2003[2] \| Componența etnică conform recensământului din 2003[2] \| \| ----------------------------------------------------- \| ----------------------------------------------------- \| ----------------------------------------------------- \| ----------------------------------------------------- \| ----------------------------------------------------- \| \| \| \| \| \| \| \| Muntenegreni \| Muntenegreni \| \| 33 \| 86,84% \| \| Sârbi \| Sârbi \| \| 5 \| 13,15% \| \| necunoscută \| necunoscută \| \| 0 \| 0% \| |              |  |    |        |
| Componența etnică conform recensământului din 2003 |              |  |    |        |
| |              |  |    |        |
| Muntenegreni | Muntenegreni |  | 33 | 86,84% |
| Sârbi | Sârbi        |  | 5  | 13,15% |
| necunoscută | necunoscută  |  | 0  | 0%     |